# Shamrock Rovers Football Club
Lo Shamrock Rovers Football Club (in gaelico: Cumann Peile Ruagairí na Seamróige), meglio noto come Shamrock Rovers, è una società calcistica irlandese con sede nella città di Dublino. Milita in League of Ireland Premier Division, massima divisione del campionato di calcio irlandese.
È il club più titolato d'Irlanda, avendo vinto 21 campionati e 25 coppe nazionali. Nel corso della sua storia ha preso parte molte volte alle competizioni europee. Nel 1982 ottenne la vittoria più larga del calcio irlandese in ambito europeo, battendo per 7-0 il Knattspyrnufélagið Fram (risultato aggregato).

## Storia
Non esistono notizie certe sulla nascita del club. L'ipotesi più probabile è che la società sia stata fondata nei primi mesi del 1899, e che si sia affiliata nel 1901 alla Leinster Football Association dopo un biennio di attività amatoriale. Gli Shamrock Rovers sono originari di Ringsend, un sobborgo di Dublino. Il nome del club viene dalla strada Shamrock Avenue, a Ringsend, dove si trovava la prima sede del club.
Nell'estate 1967 il club disputò il campionato nordamericano organizzato dalla United Soccer Association: accadde infatti che tale campionato fu disputato da formazioni europee e sudamericane per conto delle franchigie ufficialmente iscritte al campionato, che per ragioni di tempo non avevano potuto allestire le proprie squadre. Lo Shamrock rappresentò i Boston Rovers, e chiuse al sesto ed ultimo posto della Eastern Division, con 2 vittorie, 3 pareggi e 7 sconfitte, non qualificandosi per la finale (vinta dai Los Angeles Wolves, rappresentati dai Wolverhampton).
Il 26 agosto 2011 è diventata la prima squadra irlandese a raggiungere la fase a gironi di un torneo europeo dopo aver battuto il Partizan Belgrado 2-1 (d.t.s.) nella gara di ritorno di qualificazione dell'Europa League.
Nella Premier Division 2019 giunse al secondo posto, qualificandosi per i preliminari di Europa League, dove al primo turno elimina ai calci di rigore i finlandesi dell'Ilves Tampere, ma al turno successivo viene eliminato dal Milan. Vince il seguente campionato e di qualifica al primo turno della UEFA Champions League 2021-2022. Esce subito contro lo Slovan Bratislava con un risultato aggregato di 2-3. L'anno successivo vince per la seconda volta consecutiva il campionato, laureandosi per la diciannovesima volta nella sua storia campione d'Irlanda.

## Colori e simboli
I colori sociali sono il verde e il bianco, mentre il simbolo è lo shamrock, tipico trifoglio irlandese. La squadra indossa completi a strisce orizzontali bianco-verdi, non ripresi dal Celtic, ma da un'antica squadra di Belfast, i Belfast Celtic, che donarono un kit di maglie agli Shamrock Rovers dopo un'amichevole tenutasi nel 1920. I soprannomi più diffusi sono The Hoops e Rovers.

## Strutture

### Stadio
Lo stadio che ne ospita le partite casalinghe è il Tallaght Stadium di Tallaght, città situata a pochi chilometri da Dublino.

## Allenatori
Di seguito l'elenco degli allenatori degli Shamrock Rovers da quando la carica è stata assegnata ad una singola persona.
- 1937–1942: Jimmy Dunne
- 1942–1945: Bob Fullam
- 1947–1949: Jimmy Dunne
- 1949–1960: Paddy Coad
- 1960–1961: Albie Murphy
- 1961–1964: Seán Thomas
- 1964-1969: Liam Tuohy
- 1969–1969: Arthur Fitzsimons
- 1969–1971: Frank O'Neill
- 1971: Billy Young
- 1971–1972: Paddy Ambrose (temporaneo)
- 1972–1973: Liam Tuohy
- 1973–1974: Keogh/Wood (temporanei)
- 1974–1976: Mick Meagan
- 1976–1977: Seán Thomas
- 1977–1983: Johnny Giles
- 1983: Noel Campbell
- 1983–1986: Jim McLaughlin
- 1986–1988: Dermot Keely
- 1988–1992: Noel King
- 1992–1996: Ray Treacy
- 1996–1996: O'Neill/Eviston
- 1996–1997: Pat Byrne
- 1997–1999: Mick Byrne
- 1999–2002: Damien Richardson
- 2002–2004: Liam Buckley
- 2004: Noel Synnott (temporaneo)
- 2004–2005: Roddy Collins
- 2005: Alan O'Neill (temporaneo)
- 2006–2008: Pat Scully
- 2008: Jim Crawford (temporaneo)
- 2009–2011: Michael O'Neill
- 2011–2012: Stephen Kenny
- 2012: Brian Laws
- 2013–2014: Trevor Croly
- 2014–2016: Pat Fenlon
- 2016–: Stephen Bradley

## Palmarès

### Competizioni nazionali
- Campionato irlandese: 21  (record)

1922-1923, 1924-1925, 1926-1927, 1931-1932, 1937-1938, 1938-1939, 1953-1954, 1956-1957, 1958-1959, 1963-1964 , 1983-1984, 1984-1985, 1985-1986, 1986-1987, 1993-1994, 2010, 2011, 2020, 2021, 2022 , 2023
- Coppa d'Irlanda: 25  (record)

1924-1925, 1928-1929, 1929-1930, 1930-1931, 1931-1932, 1932-1933, 1935-1936, 1939-1940, 1943-1944, 1944-1945 , 1947-1948, 1954-1955, 1955-1956, 1961-1962, 1963-1964, 1964-1965, 1965-1966, 1966-1967, 1967-1968, 1968-1969 , 1977-1978, 1984-1985, 1985-1986, 1986-1987, 2019
- Coppa di Lega irlandese: 2

1976-1977, 2013
- Supercoppa d'Irlanda: 1

2022
- FAI Super Cup: 1

1998
- Scudo di Lega irlandese: 18  (record)

1924-1925, 1926-1927, 1931-1932, 1932-1933, 1934-1935, 1937-1938, 1941-1942, 1949-1950, 1951-1952, 1954-1955, 1955-1956, 1956-1957, 1957-1958, 1962-1963, 1963-1964, 1964-1965, 1965-1966, 1967-1968
- League of Ireland First Division: 1

2006
- Top Four Cup: 3

1955-1956, 1957-1958, 1965-1966

### Competizioni internazionali
- Dublin and Belfast Inter-City Cup: 4  (record)

1942-1943, 1945-1946, 1946-1947, 1948-1949
- Setanta Sports Cup: 2  (record condiviso con Drogheda Utd)

2011, 2013
- Blaxnit Cup: 1

1967-1968
- Tyler Cup: 1

1978-1979

### Competizioni regionali
- Dublin City Cup: 10  (record)

1944-1945, 1947-1948, 1952-1953, 1954-1955, 1956-1957, 1957-1958, 1959-1960, 1963-1964, 1966-1967, 1983-1984
- Leinster Senior Cup: 16

1922-1923, 1926-1927, 1928-1929, 1929-1930, 1932-1933, 1937-1938, 1952-1953, 1954-1955, 1955-1956, 1956-1957, 1957-1958, 1963-1964, 1968-1969, 1981-1982, 1984-1985, 1996-1997
Lista completa del palmarès sul sito ufficiale

### Altri piazzamenti
- Campionato irlandese:

Secondo posto: 1925-1926, 1932-1933, 1939-1940, 1941-1942, 1955-1956, 1957-1958, 1964-1965, 1965-1966, 1968-1969, 1969-1970, 1970-1971, 1981-1982, 2001-2002, 2009, 2019, 2024
Terzo posto: 1927-1928, 1928-1929, 1929-1930, 1933-1934, 1943-1944, 1944-1945, 1946-1947, 1951-1952, 1952-1953, 1954-1955, 1961-1962, 2002-2003, 2015, 2017, 2018
- Coppa d'Irlanda:

Finalista: 1921-1922, 1925-1926, 1945-1946, 1956-1957, 1957-1958, 1983-1984, 1991, 2002-2003, 2010, 2020
Semifinalista: 2006, 2013, 2014, 2017
- Coppa di Lega irlandese:

Finalista: 1978-1979, 1981-1982, 1986-1987, 1987-1988, 1998-1999, 2012, 2014, 2017
Semifinalista: 2007, 2010, 2015, 2016
- Supercoppa d'Irlanda:

Finalista: 2021, 2023
- Setanta Sports Cup:

Semifinalista: 2012, 2014
- Top Four Cup:

Secondo posto: 1958-1959, 1964-1965, 1967-1968, 1968-1969
- Dublin and Belfast Inter-City Cup:

Finalista: 1941-1942
- Leinster Senior Cup:

Finalista: 1933-1934, 1939-1940, 1943-1944, 1945-1946, 1948-1949, 1962-1963, 1970-1971, 1972-1973, 1974-1975, 1978-1979, 1992-1993, 1999-2000
- Blaxnit Cup:

Finalista: 1968-1969

## Organico

### Rosa 2025
Aggiornata al 30 maggio 2025.
| N. |                        | Ruolo | Calciatore      |
| -- | ---------------------- | ----- | --------------- |
| 1  | Irlanda (bandiera)     | P     | Edward McGinty  |
| 2  | Irlanda (bandiera)     | D     | Josh Honohan    |
| 3  | Galles (bandiera)      | D     | Adam Matthews   |
| 4  | Capo Verde (bandiera)  | D     | Roberto Lopes   |
| 5  | Irlanda (bandiera)     | D     | Lee Grace       |
| 6  | Irlanda (bandiera)     | D     | Dan Cleary      |
| 7  | Irlanda (bandiera)     | C     | Dylan Watts     |
| 8  | Irlanda (bandiera)     | C     | Aaron McEneff   |
| 9  | Irlanda (bandiera)     | A     | Aaron Greene    |
| 10 | Irlanda (bandiera)     | A     | Graham Burke    |
| 14 | Irlanda (bandiera)     | C     | Daniel Mandroiu |
| 15 | Irlanda (bandiera)     | C     | Darragh Nugent  |
| 16 | Irlanda (bandiera)     | C     | Gary O'Neill    |
| 17 | Irlanda (bandiera)     | C     | Matthew Healy   |
| 18 | Irlanda (bandiera)     | D     | Trevor Clarke   |
| 19 | Inghilterra (bandiera) | D     | Sean Robertson  |

| N. |                     | Ruolo | Calciatore          |
| -- | ------------------- | ----- | ------------------- |
| 20 | Irlanda (bandiera)  | A     | Rory Gaffney        |
| 21 | Irlanda (bandiera)  | C     | Danny Grant         |
| 22 | Irlanda (bandiera)  | D     | Cian Barrett        |
| 25 | Irlanda (bandiera)  | P     | Lee Steacy          |
| 26 | Irlanda (bandiera)  | C     | John O'Sullivan     |
| 27 | Irlanda (bandiera)  | D     | Cory O'Sullivan     |
| 29 | Irlanda (bandiera)  | C     | Jack Byrne          |
| 31 | Irlanda (bandiera)  | A     | Michael Noonan      |
| 32 | Irlanda (bandiera)  | A     | Charles Akinrintayo |
| 33 | Irlanda (bandiera)  | C     | Goodness Ogbonna    |
| 35 | Irlanda (bandiera)  | P     | Todd Bazunu         |
| 36 | Irlanda (bandiera)  | C     | Victor Ozhianvuna   |
| 37 | Irlanda (bandiera)  | A     | Matthew Britton     |
| 41 | Irlanda (bandiera)  | P     | Alex Noonan         |
| 97 | Germania (bandiera) | P     | Léon-Maurice Pöhls  |
|    | Irlanda (bandiera)  | D     | Sean Kavanagh       |

## Statistiche e record

### Record
| Partite - 100ª partita di campionato: Shamrock Rovers 3–1 Athlone Town (24-9-1927) - 500ª partita di campionato: Shamrock Rovers 2–0 Shelbourne (21-4-1948) - 1000ª partita di campionato: Dundalk 1–0 Shamrock Rovers (20-2-1971) - 1500ª partita di campionato: Shamrock Rovers 2–0 Athlone Town (22-1-1989) - 2000ª partita di campionato: Shamrock Rovers 1–2 Drogheda Utd (22-10-2004) | Risultati - Migliore vittoria: Shamrock Rovers 11–0 Bray Unknowns (28-10-1928) - Peggiore sconfitta: St. James's Gate 7–0 Shamrock Rovers (22-4-1937) Cork City 7–0 Shamrock Rovers (31-8-1938) Górnik Zabrze 7–0 Shamrock Rovers (1994–1995) |

### Statistiche nelle competizioni UEFA
Tabella aggiornata alla stagione 2024-2025.
| Competizione                                         | Partecipazioni | G  | V  | N | P  | RF | RS |
| ---------------------------------------------------- | -------------- | -- | -- | - | -- | -- | -- |
| UEFA Champions League                                | 13             | 32 | 5  | 8 | 19 | 21 | 50 |
| Coppa delle Coppe                                    | 6              | 16 | 5  | 2 | 9  | 19 | 27 |
| Coppa UEFA/UEFA Europa League                        | 14             | 46 | 13 | 7 | 26 | 45 | 82 |
| UEFA Europa Conference League/UEFA Conference League | 4              | 20 | 6  | 4 | 10 | 19 | 31 |
| Coppa delle Fiere                                    | 2              | 4  | 0  | 2 | 2  | 4  | 6  |
| Coppa Intertoto                                      | 2              | 6  | 3  | 0 | 3  | 7  | 10 |